# Pseudicius seychellensis
Pseudicius seychellensis là một loài nhện trong họ Salticidae.
Loài này thuộc chi Pseudicius. Pseudicius seychellensis được Fred R. Wanless miêu tả năm 1984.